# Grobowiec Ludwika Grohmana
Grobowiec Ludwika Grohmana – grobowiec, znajdujący się na Starym Cmentarzu w Łodzi.
Naturalnej wielkości posąg Chrystusa Miłosiernego, dłuta Henricha Eplera, ustawiony jest na obeliskowym cokole głównej części pomnika rodziny Grohmana. Pod nią znajduje się brązowe tondo z portretem zmarłego. Rzeźba jest jedną z najcenniejszych rzeźb importowanych na terenie Cmentarza Starego.